# Мунтеле Рече (Клуж)
Мунтеле Рече (рум. Muntele Rece) насеље је у Румунији у округу Клуж у општини Магури-Ракатау. Oпштина се налази на надморској висини од 1069 m.

## Становништво
Према подацима из 2002. године у насељу је живело 602 становника, од којих су сви румунске националности.